# Sensibilidad climática

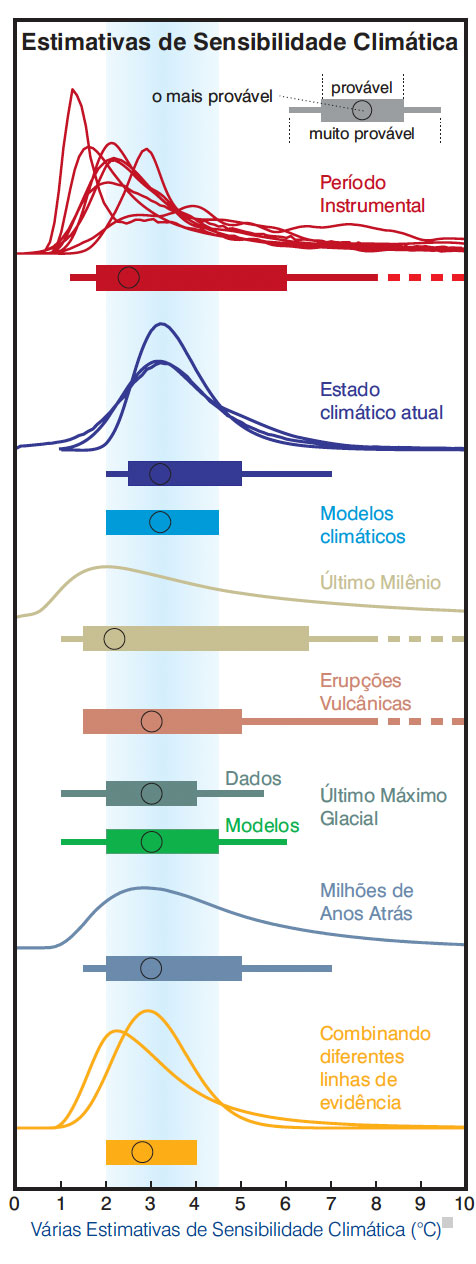
Varias estimaciones de la sensibilidad climática, basadas en diferentes enfoques. Los círculos representan el valor más probable de cada estimación. La barra es el rango de incertidumbre que incluye más del 66% de probabilidad.

La sensibilidad climática es una medida de cómo responde la temperatura del sistema climático a un cambio en el forzante radiativo. Por lo general se expresa como el cambio de temperatura asociado con una duplicación de la concentración del dióxido de carbono en la atmósfera. 
El equilibrio en la sensibilidad climática se refiere al cambio de equilibrio en la temperatura global promedio del aire cerca de la superficie que se derivarían de una duplicación sostenido de la concentración de CO2 atmosférico (equivalente) (ΔTx2). Ese valor probablemente esté entre 2.6 a 4.1 °C.
Una estimación del modelo de la sensibilidad de equilibrio, requiere de un modelo de integración muy largo. A medida que se obliga a integraciones más cortas, es una sensibilidad transitoria del clima, que se define como la respuesta de la temperatura promedio durante un período de veinte años centrado en CO2 duplicando en una simulación transitoria con CO2 aumentando en un 1% por año. La sensibilidad transitoria es inferior a la sensibilidad de equilibrio, debido a la «inercia» de la absorción de calor de los océanos. Equilibrar completamente la temperatura del océano requiere integraciones del modelo de miles de años.
Una estimación de la sensibilidad climática de equilibrio puede estar hecha de la combinación de la sensibilidad climática efectiva con las propiedades conocidas de los reservorios oceánicos y los flujos de calor de superficie, lo que es la sensibilidad efectiva del clima. Esto «puede variar con la historia forzante y el estado del clima».
A pesar de la sensibilidad climática, se utiliza generalmente en el contexto del forzamiento radiativo por CO2, que se considera como una propiedad general del sistema climático: el cambio en la temperatura del aire (ΔTs) después de un cambio en las unidades en el forzante radiativo (FR) y se expresa en unidades de °C/(W/m²). Para que esto sea así, la medida debe ser independiente de la naturaleza del forzante (por ejemplo, de los gases de efecto invernadero o de la variación solar); de primer orden y de hecho resultó ser así.
Para los modelos acoplados climáticos globales atmósfera-océano, la sensibilidad climática es una propiedad emergente: no es un parámetro del modelo, sino más bien resultado de una combinación de la física del modelo y los parámetros. Por el contrario, modelos más simples de balance de energía pueden contar con la sensibilidad del clima como un parámetro explícito. 

{\displaystyle \Delta T_{s}=\lambda \cdot RF}

Los términos representados en la ecuación relacionan el forzante radiativo de cualquier causa, con cambios lineales de la temperatura global de la superficie. También es posible estimar la sensibilidad del clima, a partir de observaciones, sin embargo, esto es difícil debido a las incertidumbres en las historias del forzante y de la temperatura.
La sensibilidad del clima puede ser un resumen útil de la sensibilidad del clima real, o un determinado modelo de clima. Pero no es el mismo que el cambio climático, digamos para 2100: la expectativa del cambio climático 2100, con un pronóstico del TAR de un aumento de 1,4 a 5,8 °C respecto a 1990.

## Esenciales
El CO2 de la sensibilidad climática tiene un componente directamente debido al forzante radiativo por el CO2 (o cualquier otro cambio en el balance radiativo de la Tierra), y una contribución adicional resultantes de los feedbacks positivos y negativos. "Sin ningún tipo de retroalimentaciones, el doble de CO2 (lo que equivale a un forzamiento de 3,7 W/m²) que resultaría en 1 °C de calentamiento global, que es fácil de calcular y es indiscutible. La incertidumbre restante se debe enteramente a retroalimentaciones en el sistema, es decir, el feedback del vapor de agua, el feedback del albedo del hielo, el feedback nuboso, y la retroalimentación del gradiente"; agregando esas retroalimentaciones un valor de aproximadamente 2,3 - 4,5 °C.

### Forzante radiativo debido al doble CO2
En el reporte de 1979 del NAS (p. 7), el forzante radiativo debido al doble de CO2 se estima en 4 W/m², asó calculado (para el ejemplo) en Ramanathan et al. (1979). En 2001, el IPCC adoptó el valor revisado de 3,7 W/m², y la diferencia se atribuye al "ajuste de la temperatura estratosférica" More recently an intercomparison of radiative transfer codes (Collins et al., 2006) showed substantial discrepancies among climate models and between climate models and more exact radiation codes in the forcing attributed to doubled CO2 even in cloud-free sky; presumably the differences would be even greater if forcing were evaluated in the presence of clouds because of differences in the treatment of clouds in different models. Undoubtedly the difference in forcing attributed to doubled CO2 in different climate models contributes to differences in apparent sensitivities of the models, although this effect is thought to be small relative to the intrinsic differences in sensitivities of the models themselves (Webb et al., 2006) (enlace roto disponible en Internet Archive; véase el historial, la primera versión y la última)..

### Ejemplo de cálculo utilizando los datos de los años de la era industrial
Rahmstorf (2008) provides an informal example of how climate sensitivity might be estimated empirically, from which the following is modified. Denote the sensitivity, i.e. the equilibrium increase in global mean temperature including the effects of feedbacks due to a sustained forcing by doubled CO2 (taken as 3.7 W/m²), as x °C. If Earth were to experience an equilibrium temperature change of ΔT (°C) due to a sustained forcing of ΔF (W/m²), then one might say that x/(ΔT) = (3.7 W/m²)/(ΔF), i.e. that x = ΔT * (3.7 W/m²)/ΔF. The global temperature increase since the beginning of the industrial period (taken as 1750) is about 0.8 °C, and the radiative forcing due to CO2 and other long-lived greenhouse gases (mainly methane, nitrous oxide, and chlorofluorocarbons) emitted since that time is about 2.6 W/m². Neglecting other forcings and considering the temperature increase to be an equilibrium increase would lead to a sensitivity of about 1.1 °C. However, ΔF also contains contributions due to solar activity (+0.3 W/m²), aerosols (-1 W/m²), ozone (0.3 W/m²) and other lesser influences, bringing the total forcing over the industrial period to 1.6 W/m² according to best estimate of the IPCC AR4, albeit with substantial uncertainty. Additionally the fact that the climate system is not at equilibrium must be accounted for; this is done by subtracting the planetary heat uptake rate H from the forcing; i.e., x = ΔT * (3.7 W/m²)/(ΔF-H). Taking planetary heat uptake rate as the rate of ocean heat uptake, estimado por el Cuarto Informe de Evaluación del IPCC (IPCC AR4) as 0.2 W/m², yields a value for x of 2,1 °C (All numbers are approximate and quite uncertain.)

### Ejemplo de cálculo utilizando los datos de edad de hielo
"... examine the change in temperature and solar forcing between glaciación (Edad de hielo) e interglacial (no ice age) periods. The change in temperature, revealed in muestras de hielo, is 5 °C, while the change in solar forcing is 7.1 W/m². The computed climate sensitivity is therefore 5/7.1 = 0.7 K(W/m²)−1. We can use this empirically derived climate sensitivity to predict the temperature rise from a forcing of 4 W/m², arising from a doubling of the atmospheric CO2 from pre-industrial levels. The result is a predicted temperature increase of 3 °C."
Basado en el análisis de incertidumbres en los forzantes totales, del enfriamiento de la Antártida, y en la proporción de enfriamiento global de la Antártida en el Último Máximo Glacial relacionado con el presente, Ganopolski y Schneider von Deimling (2008) infieren un rango de 1,3 a 6,8 °C para sensibilidad climática determinado para ese enfoque.

## Historia del concepto

### Tres niveles en la estimación de consenso
La estimación estándar de la sensibilidad del clima – 3 °C, más o menos 1,5 °C – tiene su origen en un comité sobre el calentamiento global antropogénico, convocado en 1979 por la National Academy of Sciences and chaired by Jule Charney. Only two sets of models were available; one, due to Syukuro Manabe, exhibited a climate sensitivity of 2 °C, the other, due to James E. Hansen, exhibited a climate sensitivity of 4 °C. "According to Manabe,
Charney chose 0.5 °C as a not-unreasonable margin of error, subtracted it from Manabe’s number, and added it to Hansen’s. Thus was born the 1.5 °C-to-4.5 °C range of likely climate sensitivity that has appeared in every greenhouse assessment since..."
Chapter 4 of the "Charney report" compares the predictions of the models: "We conclude that the predictions ... are basically consistent and mutually supporting. The differences in model results are relatively small and may be accounted for by differences in model characteristics and simplifying assumptions."

### Desarrollos posteriores
En 2008, el climatólogo Stefan Rahmstorf escribió, regarding the Charney report's original range of uncertainty: "At that time, this range was on very shaky ground. Since then, many vastly improved models have been developed by a number of climate research centers around the world. Current state-of-the-art climate models span a range of 2.6–4.1 °C, most clustering around 3 °C."

### Otras estimaciones
Idso, (1998) reprinted in calculated based on eight natural experiments a λ of 0.1 °C/(Wm−2) resulting in a climate sensitivity of only 0.4 °C for a doubling of the concentration of CO2 in the atmosphere.
Andronova and Schlesinger (2001) found that the climate sensitivity could lie between 1 and 10 °C, with a 54 percent likelihood that it lies outside the IPCC range. The exact range depends on which factors are most important during the instrumental period: "At present, the most likely scenario is one that includes anthropogenic sulfate aerosol forcing but not solar variation. Although the value of the climate sensitivity in that case is most uncertain, there is a 70 percent chance that it exceeds the maximum IPCC value. This is not good news." said Schlesinger.
Forest, et al. (2002) using patterns of change and the MIT EMIC estimated a 95% confidence interval of 1.4–7.7 °C for the climate sensitivity, and a 30% probability that sensitivity was outside the 1.5 to 4.5 °C range.
Gregory, et al. (2002) estimated a lower bound of 1.6 °C by estimating the change in Earth's radiation budget and comparing it to the global warming observed over the 20th century.
Shaviv (2005) llevó a cabo un análisis similar de 6 escalas de tiempo diferentes, que van desde los 11 años del ciclo solar de las variaciones climáticas a escalas de tiempo geológico. Encontró una sensibilidad propia de 0,54±0,12 K/(W m−2) o de 2,1 °C (oscilando entre 1,6 a 2,5 °C al 99% de confianza) si no hay conexión climática de los rayos cósmicos, o de una sensibilidad típica de 0,35±0,09 K/(W m−2) o de 1,3 °C (entre 0,99 a 2,5 °C con el 99% de confianza), si la relación rayos cósmicos-clima es real (notar que Shaviv cita un forzante radiativo equivalente a 3,8Wm−2. [ΔTx2=3,8 Wm−2 λ].)
Including geochemical evidence leads to similar results in the lowest part of the IPCC range.
Frame, et al. (2005)] and Allen et al. noted that the range of the confidence limits is dependent on the nature of the prior assumptions made.
Annan and Hargreaves (2006) presented an estimate that resulted from combining prior estimates based on analyses of paleoclimate, responses to volcanic eruptions, and the temperature change in response to forcings over the twentieth century. They also introduced a triad notation (L, C, H) to convey the probability distribution function (pdf) of the sensitivity, where the central value C indicates the maximum likelihood estimate in degrees Celsius and the outer values L and H represent the limits of the 95% confidence interval for a pdf, or 95% of the area under the curve for a likelihood function. In this notation their estimate of sensitivity was (1.7, 2.9, 4.9)°C.
Forster and Gregory (2006) presented a new independent estimate based on the slope of a plot of calculated greenhouse gas forcing minus top-of-atmosphere energy imbalance, as measured by satellite borne radiometers, versus global mean surface temperature. In the triad notation of Annan and Hargreaves their estimate of sensitivity was (1.0, 1.6, 4.1)°C.
Royer, et al. (2007) determined climate sensitivity within la mayor parte del Eón Fanerozoico. The range of values—1.5 °C minimum, 2.8 °C best estimate, and 6.2 °C maximum—is, given various uncertainties, consistent with sensitivities of current climate models and with other determinations.

## Conceptos relacionados
La respuesta climática transitoria (TCR) – un término utilizado por primera vez en el TAR - es el cambio de temperatura en el momento del doble de CO2 en una corrida con CO2 incrementándose en 1%/año.
La sensibilidad climática efectiva es una medida relativa de eludir aquel requisito. Se evalúa a partir de una salida del modelo para la evolución de las condiciones de no-equilibrio. Es una medida de la fuerza de la retroalimentación en un momento determinado y puede variar con la historia del forzante y el estado del clima. Los detalles se discuten en la Sección 9.2.1 del Capítulo 9 de la TAR.
La "sensibilidad a largo plazo" se puede definir incluyendo los efectos de la desaceleración de las retroalimentaciones.